# 城市规划区
城市规划区，也称城乡规划区，简称规划区，是中国大陆编制城市总体规划或城乡总体规划所划定的地域范围，一般包括市区、郊区和城市发展需要控制的地区，亦可包括乡镇和村庄等需要控制的地区。随着城市规划相关法律体系的健全和完善，城市规划区的概念也在逐步调整。

## 法律释义调整
1984年版的《中华人民共和国城市规划条例》第二十三条规定：“城市规划区，是指城市建成区和城市发展需要实施规划控制的区域。”
1990年版的《中华人民共和国城市规划法》第三条明确：“城市规划区，是指城市市区、近郊区以及城市行政区域内因城市建设和发展需要实行规划控制的区域，城市规划区的具体范围，由城市人民政府在编制的城市总体规划中划定。”
2008年版的《中华人民共和国城乡规划法》第二条明确：“规划区，是指城市、镇和村庄的建成区以及因城乡建设和发展需要，必须实行规划控制的区域。规划区的具体范围由有关人民政府在组织编制的城市总体规划、镇总体规划、乡规划和村庄规划中，根据城乡经济社会发展水平和统筹城乡发展的需要划定。”

## 规划区的划定与层次
城市规划区的划定是城市规划编制工作中的重要任务之一，但是目前并没有统一的划定标准，均是根据具体实例具体分析。城市规划区城市规划区一般包含三个层次，即城市建成区、城市总体规划确定的市区（或中心城市）远期发展用地范围和城市郊区。
城市建成区范围内应合理安排和控制各项城市设施的新建和改建，进行现有用地的合理调整和再开发。城市总体规划确定的市区（或中心城市）远期发展用地，这一区域包括建成区以外的独立地段，一般情况下多为水源及其防护用地、机场及其控制区和名胜古迹等，此区域内应当保证各项用地和设施有秩序地进行开发建设。城市郊区内城镇和农村居民点各项建设的规划及其用地范围进行控制。

## 具体实践
1991年武汉市曾出台《武汉市城市规划区范围界定》确定武汉市的城市规划区范围为七个城区的、郊区的农副业生产基地和部分重点郊区县建制镇。《天津市城市总体规划(2005-2020)》中明确其规划内确定城市规划区范围为天津市行政辖区。